# Friedrich Hoffmann

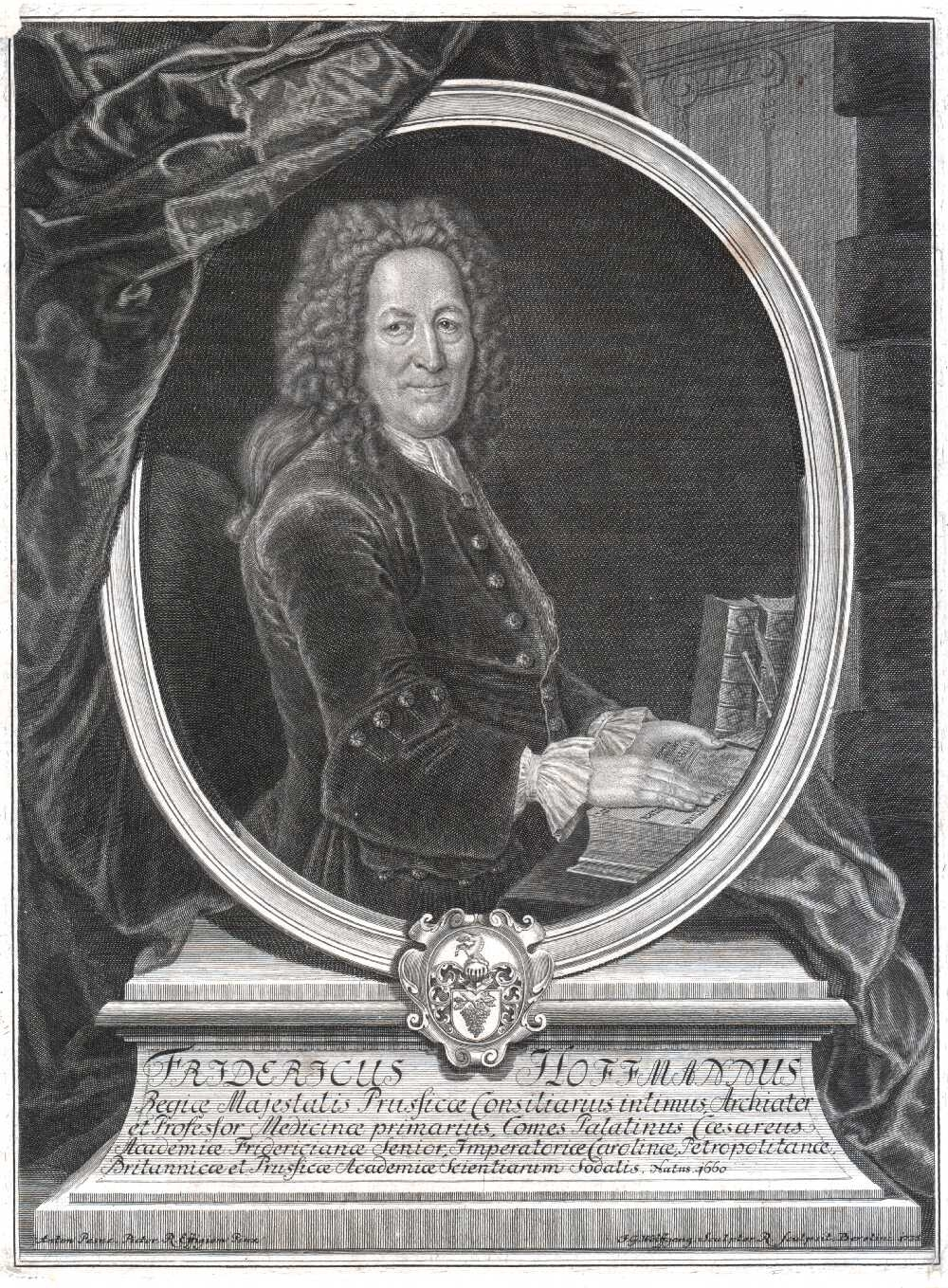
Friedrich Hoffmann

Friedrich Hoffmann (* 19. Februar 1660 in Halle (Saale); † 12. November 1742 ebenda) war ein deutscher Mediziner der Frühaufklärung und Erfinder der Hoffmannstropfen.

## Leben

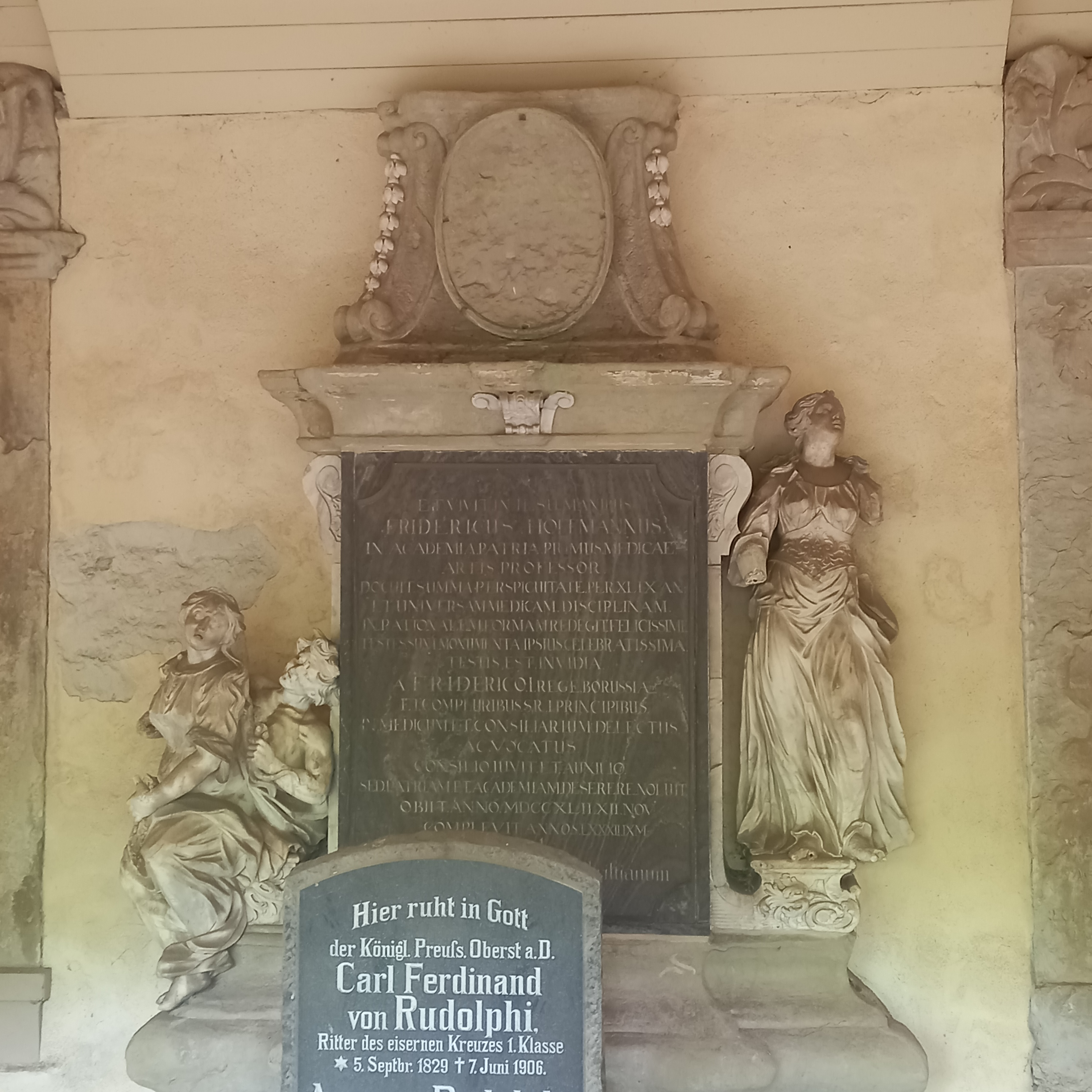
Das Grab von Friedrich Hoffmann auf dem Stadtgottesacker in Halle

Der Sohn des Arztes Friedrich Hoffmann der Ältere (1626–1675) und seiner Ehefrau Anna Maria Knorre (1628–1675) wurde zunächst von Privatlehrern unterrichtet und besuchte dann das Hallenser Gymnasium. Er zeigte schon früh ein ausgeprägtes Interesse an Medizin und Chemie (die Fächer, die sein Vater in Vorlesungen und Übungen lehrte und die bereits dem zwölfjährigen Friedrich bekannt waren) und erwarb sich bereits im väterlichen Haus umfangreiche chemische und pharmakologische Kenntnisse. 1675 verlor er mit 15 Jahren beide Eltern und die älteste Schwester durch ein „hitziges Fieber“; kurz darauf vernichtete ein Feuer den größten Teil seines Erbes, darunter die umfangreiche Bibliothek seines Vaters. Die Waise fand Aufnahme bei einem Onkel mütterlicherseits, Friedrich Ernst Knorre. 1678 nahm Hoffmann an der Universität Jena das Studium der Medizin auf. Zu seinem wichtigsten Lehrer und Förderer wurde Georg Wolfgang Wedel. Daneben hörte er mathematische und philosophische Vorlesungen bei Erhard Weigel und Johann Andreas Schmieden.
Hoffmann zeichnete sich schon während des Studiums aus; so gab er anderen Studenten Privatunterricht in Chemie und fungierte in zahlreichen Disputationen als Opponent. Von Januar bis November 1680 besuchte er die Universität Erfurt, um bei Casper Cramer (1648–1682) Chemie und Pharmakologie zu hören. Eine in dieser Zeit verfasste Abhandlung über den Selbstmord (De autocheiria) legte er nach der Rückkehr nach Jena Wedel vor, da er sie in einer Disputation verteidigen wollte; dieser empfahl ihm jedoch, sie als Dissertation zur Erlangung des medizinischen Doktorgrades einzureichen. Am 31. Januar 1681 hielt Hoffmann unter dem Vorsitz des kurfürstlich sächsischen Leibarztes und Professors für Botanik, Chirurgie und Anatomie in Jena, August Heinrich Fasch (1639–1690), seine Inaugural-Dissertation und wurde am 5. Februar von Wedel als Dekan zum Doktor der Medizin promoviert. Kurz darauf erkrankte Hoffmann und erholte sich in Minden, wo man ihn beredete, eine Praxis zu eröffnen.
Vorher ergab sich die Möglichkeit einer Reise nach Holland, wo er mit verschiedenen Medizinern Kontakt hatte. Um sein Wissen weiter zu mehren, ging er für einige Monate nach England, wo er die Bekanntschaft von Robert Boyle machte. Nach seiner Rückkehr wurde er 1685 in Minden Garnisonsarzt beim Regiment Zieten und 1686 Hofmedicus und Landphysikus des Fürstentums Minden. 1687 ging er in gleicher Funktion in das Fürstentum Halberstadt.
Man wurde auf ihn aufmerksam, als Lehrkräfte für die neu gegründete preußische Universität Halle gesucht wurden. Noch vor ihrer offiziellen Eröffnung trat er am 23. März 1693 mit der Antrittsrede De Atheo ex artificiosissima corporis humani structura convincendo seine Professur in Medizin und Physik an. Seine Vorlesungen wurden gut frequentiert, er entwarf die Statuten und das Siegel der medizinischen Fakultät, war achtundvierzigmal deren Dekan der Medizinischen Fakultät, fünfmal Dekan der philosophischen Fakultät und fünfmal (1696/97, 1706/07, 1718/19, 1728/29 und im Vordersemester 1740) Prorektor der Universität (den Titel Rektor führten damals nur Angehörige des preußischen Herrscherhauses). Bereits in seiner ersten Amtszeit als Prorektor sorgte er dafür, dass zwei Freitische für 24 Landeskinder des Herzogtums Magdeburg und ein Freitisch für das Fürstentum Halberstadt an der Hallenser Hochschule eingerichtet wurden, und begründete die Universitätsbibliothek.
Hoffmann war seit 1696 Mitglied der Leopoldina mit dem Zunamen Democritus, wurde 1701 Mitglied der Königlich-Preußischen Akademie der Wissenschaften, 1720 der Royal Society, 1734 Ehrenmitglied der Russischen Akademie der Wissenschaften und 1727 vom Fürsten von Schwarzburg zum Comes Palatinus ernannt.
1709 wurde Hoffmann von seinem Landesherrn Friedrich I. von Preußen zum Hofrat ernannt und als Leibmedicus nach Berlin berufen. Jedoch durch Neid und Verfolgung fiel er in Ungnade, so dass ihm der Titel eines Hofrats und Leibmedicus 1712 wieder abgenommen wurde und er nach Halle zurückkehrte. Fortan war er in Halle vor allem durch seine Schriften, zu denen auch kinderheilkundliche Arbeiten gehören, aktiv. 1740 schloss er sein unter Mitwirkung seines Freundes und Schülers Johann Heinrich Schulze entstandenes Lebenswerk Medicina rationalis systematica ab. Zahlreiche Fürsten zogen ihn bei Krankheiten zu Rate; so ließ Kaiser Karl VI. ihn nach Karlsbad kommen, wo er sich zur Kur aufhielt, und suchte seinen ärztlichen Rat. Nachdem er Friedrich Wilhelm I. von Preußen bei einer Krankheit helfen konnte, wurde er zum Geheimrat ernannt. Im Alter von 82 Jahren verstarb er an einer Brustkrankheit. Sein Grab befindet sich auf dem halleschen Stadtgottesacker (Bogen 47).

## Wirken

Operum omnium physico-medicorum

Unter Hoffmann wurden 300 seiner Schüler zu Doktoren der Medizin promoviert, von denen 22 Leib- und Hofärzte sowie 23 Professoren an deutschen Universitäten und 55 Land- oder Stadtphysici wurden. Zu ihnen gehörte auch Philipp Adolph Böhmer, später wie Hoffmann mehrfach Prorektor der Universität.
Als Mediziner beschäftigte sich Hoffmann auch mit der Hexenlehre. Im Oktober 1703 wurde der Medizinstudent Gottfried Büching in Halle mit dem Werk De potentia diaboli in corpora bei Hoffmann promoviert. Zu einer Zeit, als Christian Thomasius, Philosophieprofessor in Halle, die Möglichkeit von Teufelsbündnissen verwarf und für die Abschaffung der Hexenprozesse eintrat, war für Hoffmann also die Frage nach der Realität von Teufel und Hexen noch aktuell und diskussionswürdig.
In diesem Zusammenhang ist auch auf die Auseinandersetzungen zwischen Hoffmann und Georg Ernst Stahl hinzuweisen, einem früheren Studienfreund von der Universität Jena, der 1694 auf Betreiben Hoffmanns als Professor der Medizin an die Universität Halle berufen wurde. Während Stahl lehrte, dass die vernünftige Seele selbst für die unbewussten Bewegungen zuständig ist, lehrte Hoffmann nach solidarmechanistischer Art die Eigenaktivität der Muskeln im Zusammenhang mit dem Tonus der Nerven.
Des Weiteren entdeckte Hoffmann die Heilquellen von Bad Lauchstädt, prüfte den Wilhelmsbrunnen und war der Mentor des späteren Forschungsreisenden Georg Wilhelm Steller.

## Lehre
Das Prinzip der Bewegung stand im Mittelpunkt von Hoffmanns medizinischen Überlegungen. Er sah den menschlichen Körper als eine Art hydraulischer Maschine (Iatrophysik) an. Diese sei von einem die ganze Welt erfüllenden Fluidum (dem Pneuma der Antike verwandt) und im Körper als Nervenäther bzw. Nervenfluidum (als Konzept zwischen Materie und Kraft stehendes „magnetisches“ Agens) angetrieben und gesteuert, wobei Gesundheit sich in einer normalen Spannung (Tonus) der Körperfasern zeige, Krankheit hingegen durch eine zu starke Spannung (Spasmus (Krampf)) oder eine zu schwache Spannung (Atonie (Erschlaffung)) der Fasern. Diese gemäß Hoffmann durch Tonusveränderungen das Leben bestimmenden Fasern wurden seinerzeit als letztes Formelement (entsprechend den Zellen) des Körpers gedacht.
Der Spannungszustand (Tonus) der Fasern und somit alle das Leben auszeichnenden Bewegungsvorgänge würden gesteuert von diesem Nervenfluidum, das sich aus dem überall im Kosmos vorhandenen Äther herleite und über die Nerven verteilt werde. Die Krankheiten beruhten auf abnormen Bewegungen dieses Nervenfluidums, die bald zu heftig, bald zu schwach seien. Zu starke Kontraktionen führten zu Krämpfen in den kontraktilen Teilen des Körpers und zu Schmerzen in den empfindlichen Teilen, der Mangel an Kontraktion hingegen zur Atonie in eben jenen bzw. zur Unempfindsamkeit. Zu den krampfhaften Zuständen rechnete er beispielsweise auch das Fieber und die Entzündung.
Die Vorstellungen Hoffmanns über Krampf und Atonie implizierten sein therapeutisches Vorgehen. So verordnete er etwa gegen eine zu starke Zusammenziehung einerseits beruhigende Mittel, andererseits stärkende, den Tonus hebende. Außerdem suchte er auch die Krankheitsursachen zu beseitigen. Heute noch sind seine Hoffmannstropfen als altes Hausmittel bekannt. Hoffmann vertrieb diese Haustropfen seit dem Jahr 1706 unter dem Namen „Liquor anodynus“ in Eigenregie. Ohnmacht sah Hoffmann „als eine Wirkung des gehinderten Einströmens des Blutes in die Substanz des Herzens durch die Herzkrankgefäße“ an. Seine Therapie war insgesamt für ihre Milde berühmt, Bäder und einfache Medikamente standen im Vordergrund.
Friedrich Hoffmann beschrieb 1716 erstmals eine Kohlenstoffmonoxidvergiftung durch Holzkohlenfeuerung.

## Ehrungen

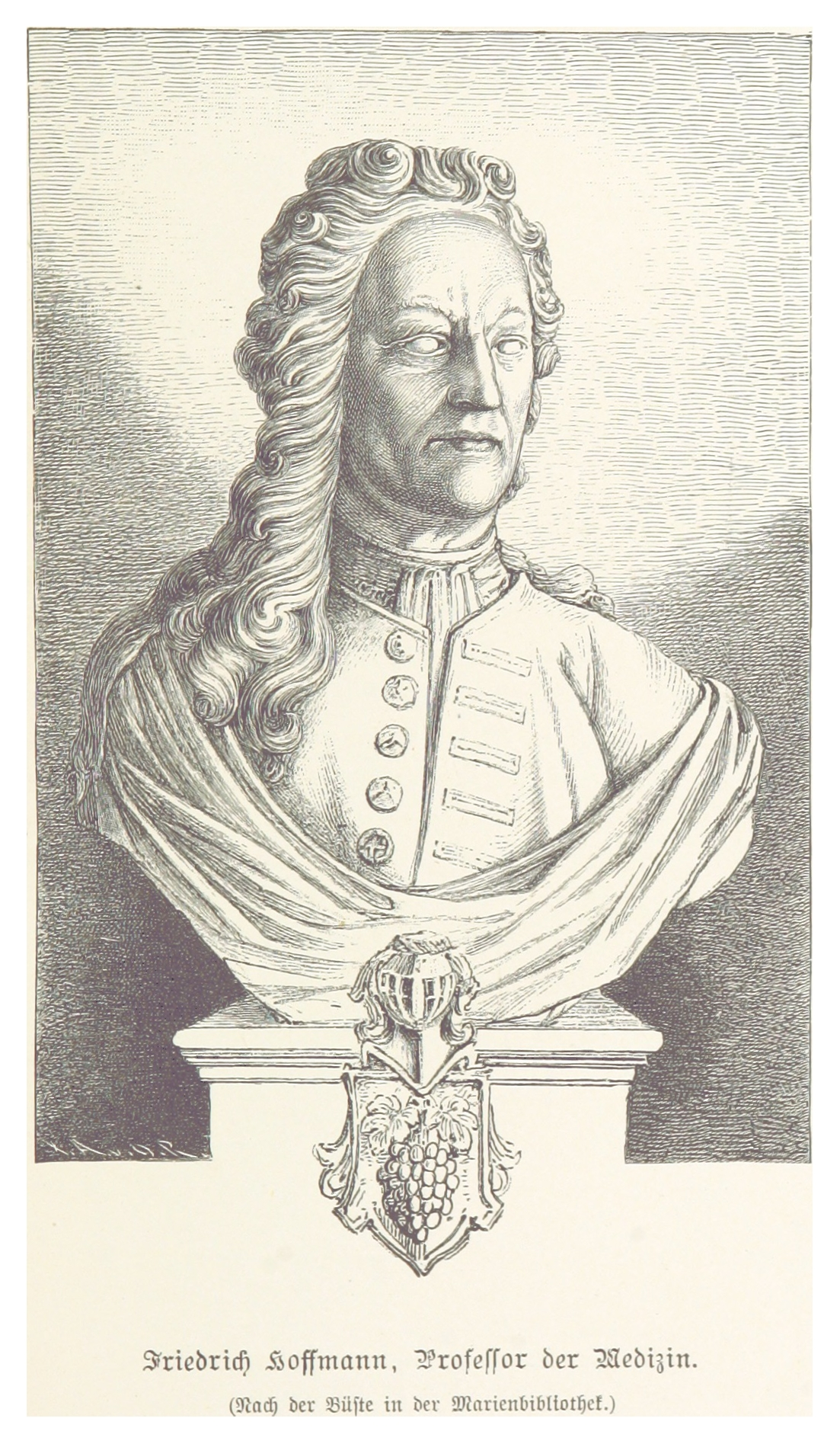
Büste von Prof. Friedrich Hoffmann in den Räumen der Marienbibliothek

Die Universitätsstadt Halle an der Saale hat nach dem Erfinder der Hoffmannstropfen eine Straße benannt. 2010 wurde den Straßenschildern im Rahmen des Projekts Bildung im Vorübergehen ein Schild mit Hinweisen auf das Wirken Hoffmanns hinzugefügt.

## Familie
Hoffmann heiratete am 10. Dezember 1689 in Zellerfeld Anna Dorothea Herstell (* 1673; † 19. September 1737), die Tochter des Apothekers Andreas Herstell und seiner Ehefrau Anna Catharina Drechsler. Das Paar hatte drei Töchter und drei Söhne, von denen die beiden ältesten kurz nach der Geburt starben. Zwei weitere starben als junge Erwachsene. Nur ein Sohn und eine Tochter überlebten die Eltern:
- Anna Maria (*/† 1692)
- Friedrich Andreas (*/† 1693)
- Johanna Dorothea (* 1694; † 17. Juli 1717)
- Maria Sophia (* 12. Februar 1700) ⚭ 5. Dezember 1727 Ernst Ludwig Schmaltz (* 17. April 1692; † 7. August 1756) preußischer Finanz-, Kriegs- u. Domänenrat in Berlin
- Friedrich (* 19. August 1703; † 1766), Professor der Medizin in Halle ⚭ 24. Dezember 1742 Christiana Carolina Sellentin (* 20. August 1723)
- Friedrich Ernst (* 7. Januar 1705; † 26. Juni 1723 in Karlsbad, begraben am 1. Juli 1723 in der Schneeberger St.-Wolfgangs-Kirche)[14]

## Schriften (Auswahl)
- Dissertatio Physico-Chymica experimentalis de Generatione Salium. Salfeld, Halle 1693 (Digitalisat der Sächsischen Landesbibliothek – Staats- und Universitätsbibliothek Dresden).
- Exercitatio Physico-Medica, De Infusi Veronicae Efficacia Praeferenda Herbae Thee. Zeitler, Halae Magdeburgicae 1694 (Digitalisat)
- Friderici Hoffmanni, D. Medici Et Professoris Electoralis In Academia Fridericiana h. t. Decani, Propempticon Inaugurale, De Animae Ac Corporis Commercio. 1695 (Digitalisat)
- Demonstrationes Physicae Curiosae, Experimentis et Observationibus Mechanicis ac Chymicis illustratae. Zeitler, Halle 1700 (Digitalisat der Sächsischen Landesbibliothek – Staats- und Universitätsbibliothek Dresden).
- Medicina rationalis systematica. 4 Bände und das Supplement De praecipuis infantum morbis. Renger, Halle 1718–1740 (Digitalisat in der Digitalen Bibliothek Mecklenburg-Vorpommern)
- Gründlicher Unterricht vom Nutzen und Gebrauch einiger bewährtesten Medicinen, als eines Lebens-Balsams, Lindernden Spiritus und balsamischen Pillen. Henckel, Halle 1719 (Digitalisat)
- Medicina consultatoria, worinnen unterschiedliche über einige schwehre Casus ausgearbeitete Consilia, auch Responsa Facultatis Medicae enthalten, und in fünf Decurien eingetheilet, dem Publico zum besten herausgegeben. 12 Theile. Renger, Halle 1721–1739 (Digitalisat der Universitäts- und Landesbibliothek Düsseldorf).
- Observationum physico-chemicarum selectiorum libri III. Renger, Halle 1722 (Digitalisat der Universitäts- und Landesbibliothek Düsseldorf).
- Gründlicher Bericht Von Der herrlichen Würckung, vortreflichen Nutzen und rechten Gebrauch Des zu Sedlitz in Böhmen Neuentdeckten Bittern purgierenden Brunnens. Renger, Halle 1725 (Digitalisat Google Books).
- Gründlicher Bericht von dem Selter-Brunnen dessen Gehalt, Würckung und Krafft, auch wie derselbe sowohl allein, als mit Milch vermischt, bey verschiedenen Kranckheiten mit Nutzen zu gebrauchen. J. C. Hilliger, Halle 1727 (Digitalisat der Universitäts- und Landesbibliothek Düsseldorf).
- Gründliche Anweisung, wie ein Mensch, auch Studierende, durch gute Diät die Gesundheit erhalten und sich vor Krankheiten verwahren können. Magdeburg 1728.
- Vernünfftiger Unterricht von heilsamer Vorsorg eines zur Welt gebohrnen und saugenden Kindes. 2. Aufl. Wittenberg 1748.

Dissertationen unter Hoffmann:
- Gottlieb Ephraim Berner: Dissertatio Medica Inauguralis, exhibens salis volatilis genesin, usum et abusum in medicina. Halae Magdeburgicae 1696 (Digitalisat)
- Dissertatio Medica Inauguralis, De Conversione Morbi Benigni In Malignum Sive Generatione Veneni In Corpore Per Imperitiam Medici. Gruner, Halae Magdeburgicae 1701 (Digitalisat)
- Praeside Dn. Fiderico Hoffmanno, Collegii Med. h. t. Decano, De Remediorum Benignorum Abusu Et Noxa. Lehmann, Halae Magdeburgicae 1714 (Digitalisat)
- Friedrich Eduard von Flamberg: Dissertatione Medica Inaugurali, Praxin Clinicam Et Compendiosam Morborum Ex Uteri Vitio. Zeitler, Halae Magdeburgicae 1715 (Digitalisat)
- Martin Geiger: [...] Praxin clinicam morborum infantum, pro Doctoris gradu [...]. Halae Magdeburgicae 1715; veröffentlicht unter Hoffmanns Namen in dessen 1753 herausgegebenen Supplementband zu seinen gesammelten Werken.[15]
- Dissertatio Solennis De Morborum Causis Recte Cognoscendis. Henckel, Halae Magdeburgicae 1717 (Digitalisat)
- Dissertatio Inauguralis Medica De Certo Mortis In Morbis Præsagio. Henckel, Halae Magdeburgicae 1720 (Digitalisat)
- Dissertatio Inauguralis Physico-Medica De Salium Mediorum Excellente Et Purgante Virtute. Henckel, Halae Magdeburgicae 1721 (Digitalisat)
- Dissertatio Inauguralis Medica Exhibens Præstantissimas Medendi Leges. Henckel, Halae Magdeburgicae 1719 (Digitalisat)
- Dissertatio Inauguralis Medica De Mirabili Lactis Asinini In Medendo Usu. Hilliger, Halae Magdeburgicae 1725 (Digitalisat)
- Dissertatio Inauguralis Medica De Fonticulorum Usu Medico. Hilliger, Halae Magdeburgicae 1727 (Digitalisat)
- Dissertatio Inauguralis Medica, De Hepatis Inflammatione Vera Rarissima, Spuria Frequentissima. Hilliger, Halae Magdeburgicae 1727 (Digitalisat)
- Dissertatio Inauguralis Medica De Iudicio Ex Sanguine Per Venaesectionem Emisso. Hilliger, Halae Magdeburgicae 1727 (Digitalisat)
- Friderici Hoffmanni Dissertationes Academicae, Lucubrationes, Variaque Edita. Zeitleri, Halae Magdeburgicae 1727 (Digitalisat)
- Dissertatio Inauguralis Medica De Aetatis Mutatione Morborum Causa Et Remedio. Hilliger, Halae Magdeburgicae 1728 (Digitalisat)
- Dissertatio Inauguralis Medica De Apoplexia. Hilliger, Halae Magdeburgicae 1728 (Digitalisat)
- Dissertatio Inauguralis Medica De Febribus Mesentericis. Hilliger, Halae Magdeburgicae 1728 (Digitalisat)
- Dissertatio Inauguralis Medica De Recto Corticis Chinae Usu In Febribus. Hilliger, Halae Magdeburgicae 1728 (Digitalisat)
- Dissertatio Inauguralis Medica Sistens Observationes Clinicas Circa Curationem Quartanae. Hilliger, Halae Magdeburgicae 1728 (Digitalisat)
- Dissertatio Medica Inauguralis De Medicis Morborum Causa. Hilliger, Halae Magdeburgicae 1728 (Digitalisat)
- Dissertationum Physico-Chymicarum. Krebsii, Halae Magdeburgicae 1729 (Digitalisat)